# Țară cel mai puțin dezvoltată
     Țară dezvoltată
     Țară în curs de dezvoltare
     Țară cel mai puțin dezvoltată
     Date indisponibile

Harta globală în funcție de nivelul de dezvoltare economică
Țară dezvoltată
Țară în curs de dezvoltare
Țară cel mai puțin dezvoltată
Date indisponibile
Clasificare conform datelor publicate de Fondul Monetar Internațional și Organizația Națiunilor Unite

O țară cel mai puțin dezvoltată (Least Developed Country - LDC) este o țară în curs de dezvoltare care prezintă unii dintre cei mai scăzuți indicatori socio-economici și de dezvoltare dintre statele suverane membre ale Organizației Națiunilor Unite. Conceptul de „țară cel mai puțin dezvoltată” a apărut la sfârșitul anilor '60, iar primul grup de „țări cel mai puțin dezvoltate” a fost prezentat de ONU în rezoluția 2768 (XXVI) din 18 noiembrie 1971.
În cadrul celei de-a cincea Conferințe ONU despre țările cel mai puțin dezvoltate (2022), categorie formată din 46 de națiuni care totalizează aproximativ 14% din populația globală, s-a evidențiat că aceste țări sunt unele dintre cele mai sărace și mai vulnerabile din lume, reprezentând doar 1,3% din produsul intern brut global, 1,4% din investițiile străine directe globale și puțin sub 1% din exporturile globale de marfă. Multe dintre aceste țări continuă să se confrunte cu multiple provocări și constrângeri structurale, inclusiv facilități reduse de producție și export, fluxuri comerciale și investiționale stagnante, scăderea creșterii productivității, dimensiune teritorială redusă, izolare și îndepărtare de piețele majore, sărăcie, foamete și malnutriție pe scară largă, lipsa accesului la educație de calitate și incluzivă, la oportunități de învățare pe tot parcursul vieții și cu un capital uman subdezvoltat. Aproape jumătate dintre țările cel mai puțin dezvoltate sunt țări fără ieșire la mare sau state insulare mici, cu întindere geaografică redusă și resurse naturale insuficiente.

## Definiție și criterii
Conform definiției Organizației Națiunilor Unite, „țările cel mai puțin dezvoltate” sunt definite ca țări cu venituri mici care suferă de impedimente structurale în calea dezvoltării durabile. Comitetul pentru Politica de Dezvoltare, în calitate de organism responsabil de monitorizarea statutului și progresului realizat, utilizează trei criterii pentru a identifica țările cel mai puțin dezvoltate: venitul național brut (VNB) per locuitor reflectă aspectul referitor la venituri, alte două criterii reflectă impedimentele structurale cheie legate de nivelul scăzut al activelor umane [indicele activelor umane (Human Assets Index - HAI)] și vulnerabilitatea ridicată la șocurile economice și de mediu [indicele de vulnerabilitate economică și de mediu (Economic and Environmental Vulnerability Index - EVI)]. Aceste criterii sunt aplicate la fiecare trei ani tuturor statelor membre din regiunile în curs de dezvoltare, pentru includerea sau promovarea din lista țărilor cel mai puțin dezvoltate prin compararea scorurilor criteriilor cu pragurile stabilite de Comitetul pentru Politica de Dezvoltare. Țările sunt eligibile să intre sau să părăsească categoria „țări cel mai puțin dezvoltate” dacă depășesc pragurile definite de includere sau de promovare ale criteriilor. Pragurile de promovare sunt mai mari decât pragurile de includere. Această asimetrie asigură faptul că promovarea este sustenabilă. Fiecare dintre cele trei criterii este măsurat folosind indicatori cheie care reflectă deficiențe structurale pe termen lung. Indicatorii utilizați sunt:

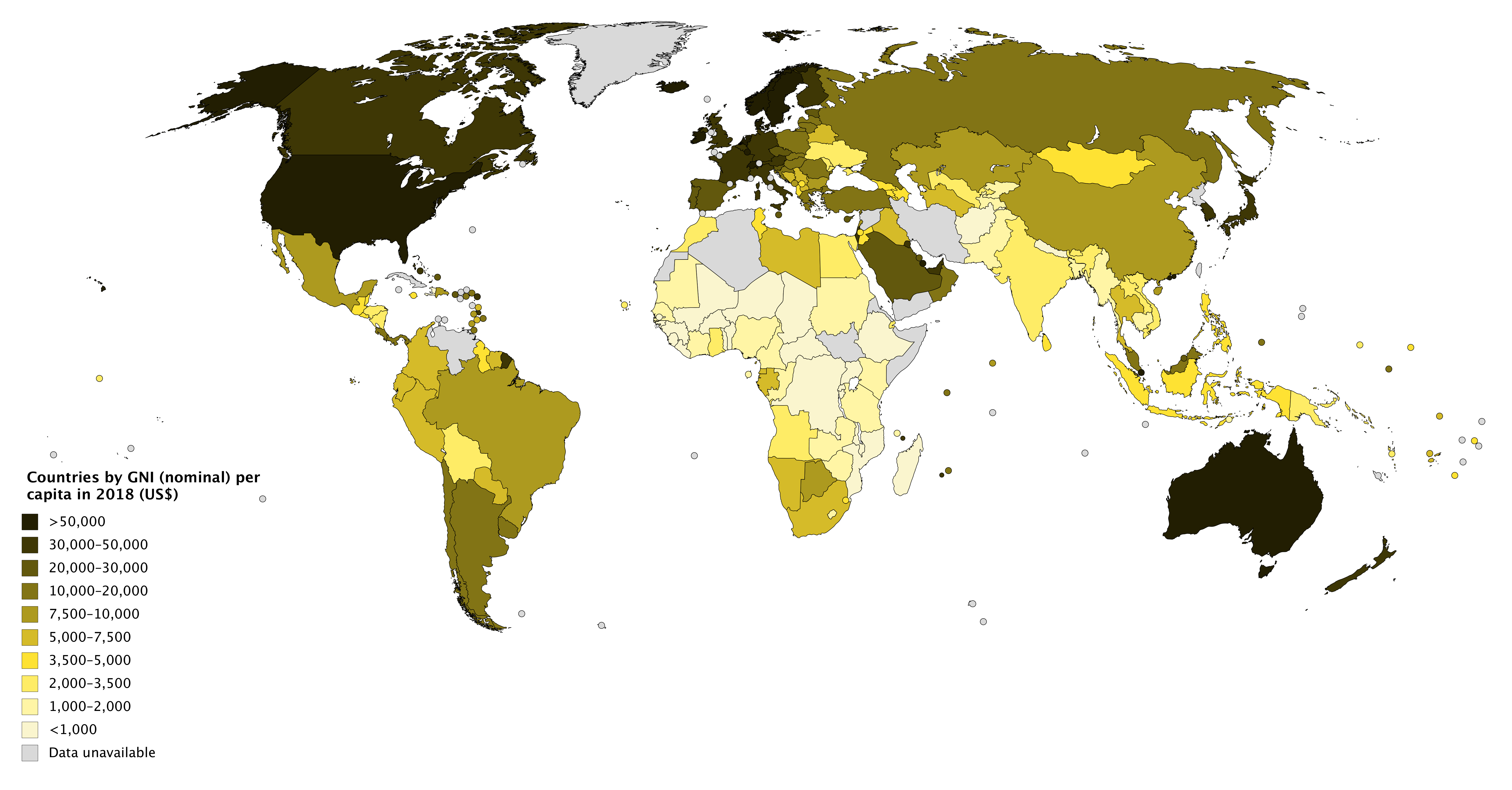
Harta țărilor în funcție de venitul național brut (VNB) nominal per locuitor calculat conform metodei Atlas a Băncii Mondiale

1. Venitul național brut (VNB) per locuitor - Pragul de includere este stabilit ca media pe trei ani a nivelului VNB per locuitor, pe care Banca Mondială îl definește pentru identificarea țărilor cu venituri mici. Pragul pentru revizuirea din 2024 este de 1.088 USD. Pragul de promovare este stabilit la 20% peste pragul de includere și este de 1.306 USD pentru evaluarea din 2024. Pragul de promovare numai pentru venituri este stabilit ca de trei ori pragul de promovare și este de 3.918 USD pentru evaluarea din 2024.
2. Indicele activelor umane (Human Assets Index - HAI) - Indicele este o măsură a nivelului capitalului uman, nivelurile scăzute ale activelor umane indică impedimente structurale majore în calea dezvoltării durabile, un indice mai scăzut reprezintă o dezvoltare mai scăzută a capitalului uman. Pragul de includere a fost stabilit la valoarea de 60. Pragul de promovare a fost stabilit la 10% peste pragul de includere, la valoarea de 66. Este un indicator compus din șase sub-indicatori, trei din domeniul sănătății și trei din domeniul educației[7]:

Harta lumii privind ponderea copiilor care suferă de deficit de creștere în înălțime

  1. Harta lumii privind ponderea copiilor care suferă de deficit de creștere în înălțimerata mortalității copiilor sub cinci ani,
  2. rata mortalității materne,
  3. prevalența deficienței de creștere în înălțime,
  4. rata de absolvire a învățământului secundar inferior,
  5. rata de alfabetizare a adulților,
  6. indicele de paritate de gen al absolvenților învățământului secundar inferior.
3. Indicele de vulnerabilitate economică și de mediu (EVI) (Economic and Environmental Vulnerability Index - EVI) - este o măsură a vulnerabilității structurale la șocurile economice și de mediu. Vulnerabilitatea ridicată indică impedimente structurale majore în calea dezvoltării durabile. O valoare mai mare a indicelui reprezintă o vulnerabilitate economică mai mare. Pragul de includere a fost stabilit la valoarea de 36. Pragul de absolvire a fost stabilit la 10% sub pragul de includere, la valoarea de 32. Este un indicator compus din opt sub-indicatori, patru din domeniul economic și patru din domeniul mediului[8]:

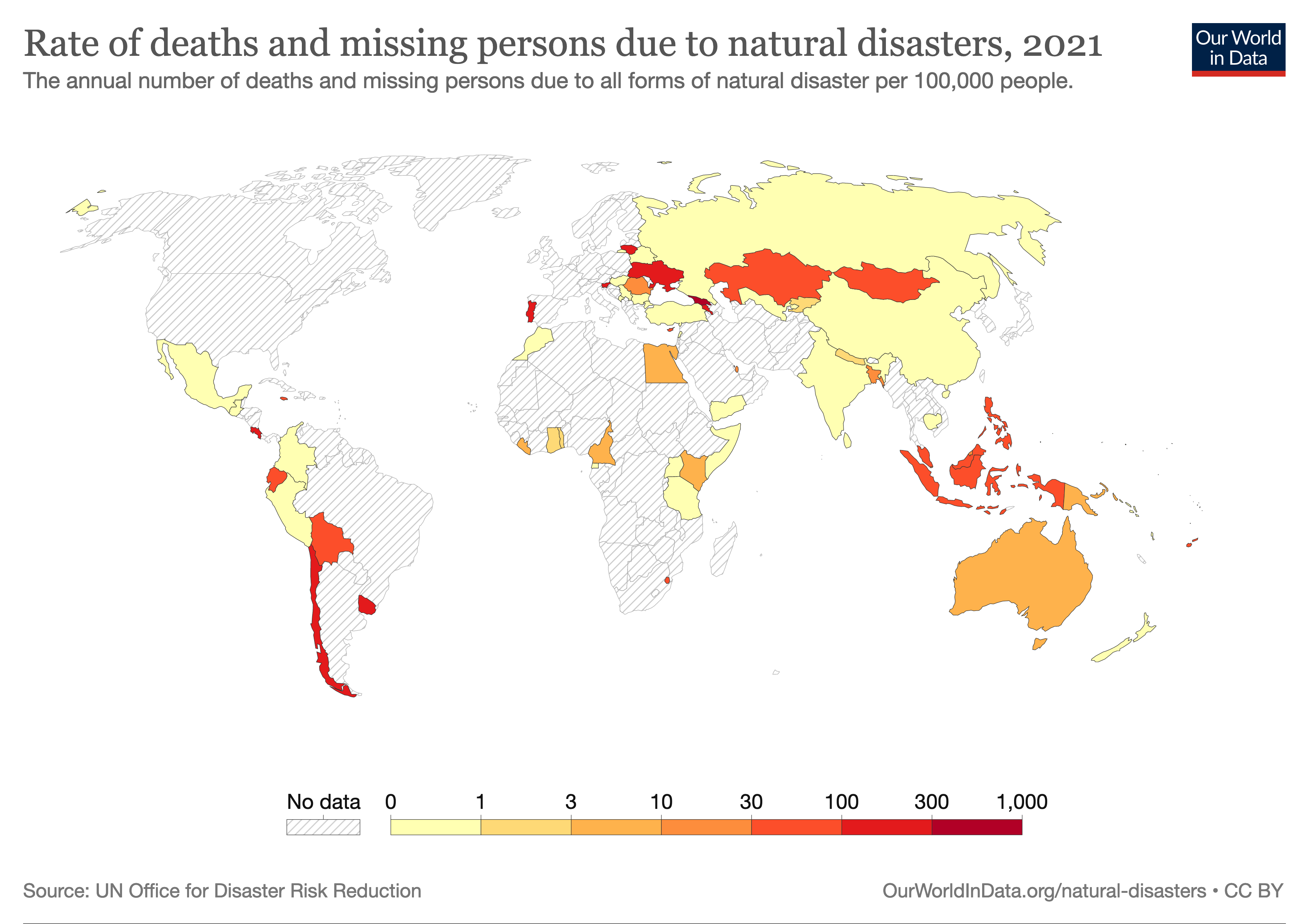
Harta lumii privind ponderea victimelor dezastrelor naturale

  1. Harta lumii privind ponderea victimelor dezastrelor naturaleponderea agriculturii, silviculturii și pescuitului în PIB,
  2. localizarea geografică izolată și fără ieșire la mare,
  3. concentrarea exporturilor de mărfuri,
  4. instabilitatea exporturilor de bunuri si servicii,
  5. ponderea populației care trăiește în zonele joase de coastă,
  6. ponderea populației care trăiește în zonele uscate (terenuri aride, semiaride și uscate subumede),
  7. instabilitatea producției agricole,
  8. ponderea victimelor dezastrelor naturale.

În august 2023, 46 de țări erau clasificate ca „țară cel mai puțin dezvoltată”, în timp ce 6 au fost promovate din această categorie între 1994 și 2020 [vezi par. Lista țărilor cel mai puțin dezvoltate]. Organizația Mondială a Comerțului a recunoscut lista ONU și a afirmat că „măsurile luate în cadrul OMC pot ajuta țările cel mai puțin dezvoltate să-și crească exporturile către alți membri OMC și să atragă investiții. În multe țări în curs de dezvoltare, reformele pro-piață au încurajat o dezvoltare mai rapidă, o diversificare a exporturilor și o participare mai eficientă la sistemul comercial multilateral”.

## Statut și monitorizare

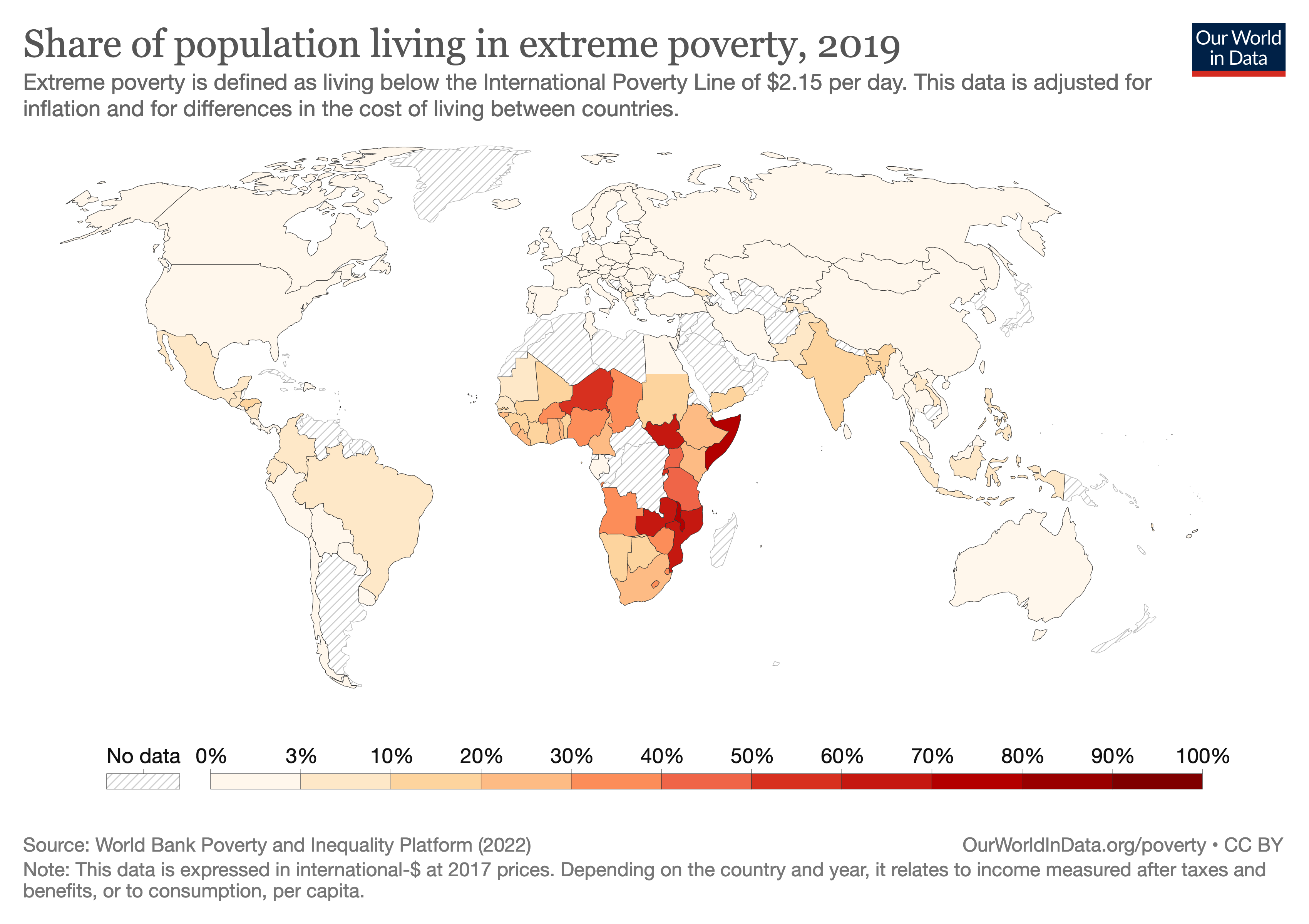
Harta lumii privind ponderea populației care trăiește sub pragul internațional al sărăciei

Comitetul pentru Politica de Dezvoltare (Committee for Development Policy - CDP) este un organism subsidiar al Consiliului Economic și Social al Națiunilor Unite (ECOSOC), fiind responsabil pentru revizuirea statutului țărilor cel mai puțin dezvoltate și pentru monitorizarea progresului acestora după promovarea din categorie. 
Oficiul Națiunilor Unite al Înaltului Reprezentant pentru țările cel mai puțin dezvoltate, țările în curs de dezvoltare fără ieșire la mare și statele insulare mici în curs de dezvoltare (United Nations Office of the High Representative for the Least Developed Countries, Landlocked Developing Countries and Small Island Developing States - UN-OHRLLS) coordonează sprijinul ONU și oferă servicii de advocacy pentru țările cel mai puțin dezvoltate. La cea de-a patra conferință a ONU privind țările cel mai puțin dezvoltate, care a avut loc în mai 2011, delegații au aprobat un obiectiv care viza promovarea a cel puțin jumătate din țările din categoria „cel mai puțin dezvoltate” în următorii zece ani. 
Până în 2023, șase țări au fost promovate din categoria „țări cel mai puțin dezvoltate”: Botswana (1994), Capul Verde (2007), Maldive (2011), Samoa (2014), Guineea Ecuatorială (2017) și Vanuatu (2020), iar alte șapte țări sunt programate pentru promovare: Bhutan (2023), Angola (2024), São Tomé și Príncipe (2024), Bangladesh (2026), Laos (2026), Nepal (2026) și Insulele Solomon (2027)

## Termeni
Termenul de „țară cel mai puțin dezvoltată” este diferit de cel de „țară în curs de dezvoltare”, „țară mai puțin dezvoltată”, „țară mai puțin dezvoltată economic” sau de alți termeni similari. Termenul de „țară cel mai puțin dezvoltată economic” este de asemenea folosit. Pentru a evita confuzia între „țară cel mai puțin dezvoltată” și „țară mai puțin dezvoltată”, cel de-al doilea termen este în general înlocuit cu termenul de „țară în curs de dezvoltare”. Țările cel mai puțin dezvoltate, țările în curs de dezvoltare fără ieșire la mare și statele insulare mici în curs de dezvoltare sunt toate subgrupuri de țări în curs de dezvoltare. Țările de la celălalt capăt al spectrului sunt de obicei denumite „țări cu venituri mari” sau „țări dezvoltate”. 

## Conferințe ONU

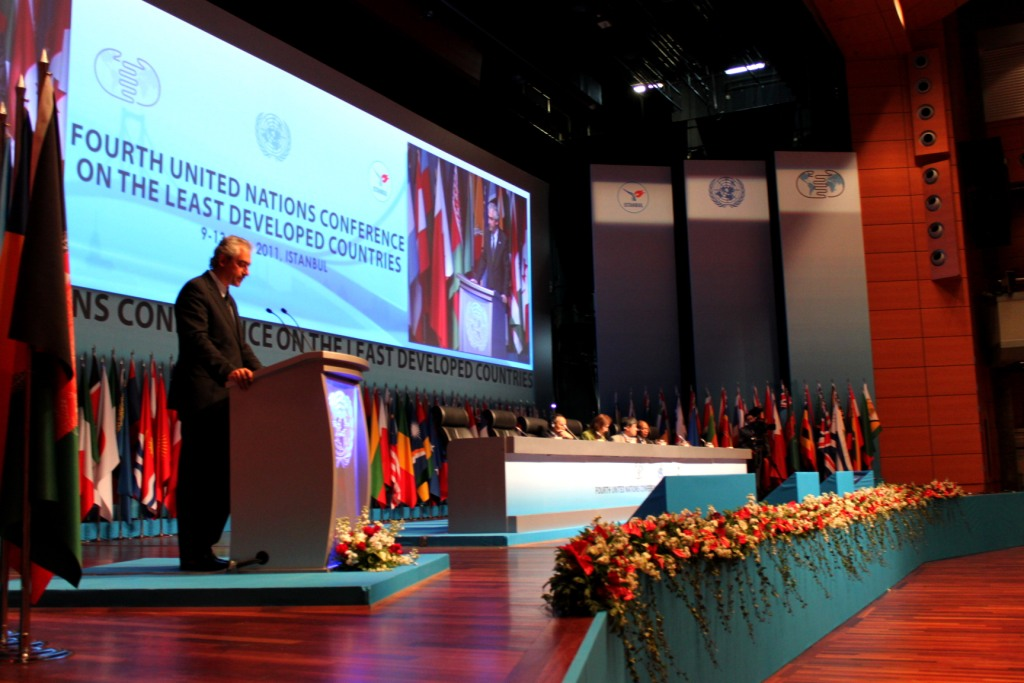
Ministrul adjunct de externe al Greciei Spyros Kouvelis la cea de-a patra Conferință a ONU privind țările cel mai puțin dezvoltate

Până în 2023, s-au desfășurat cinci conferințe ale Națiunilor Unite privind țările cel mai puțin dezvoltate, organizate la fiecare zece ani. Primele două au avut loc la Paris, în 1981 și 1991, a treia la Bruxelles în 2001, a patra la Istanbul, Turcia, în 2011, iar a cincea s-a desfășurat în două părți, prima parte la sediul Națiunilor Unite din New York, pe 17 martie 2022, iar cea de-a doua la Doha, între 5 și 9 martie 2023.
În cadrul celei de-a patra conferințe, desfășurată la Istanbul între 9 și 13 mai 2011, s-a aprobat obiectivul de a promova jumătate dintre țările mai puțin dezvoltate existente la acel moment în categoria respectivă până în 2022, punându-se un accent puternic pe stimularea capacității productive și a infrastructurii fizice.
Rezoluția adoptată de cea de-a cincea Conferință ONU a subliniat faptul că, în cazul țărilor cel mai puțin dezvoltate, asumarea, conducerea și responsabilitatea principală pentru dezvoltare revin chiar țărilor respective, acestea fiind îndemnate să-și identifice propriile priorități naționale, să formuleze și să ducă la îndeplinire politici și strategii economice și de dezvoltare coerente. Partenerii de dezvoltare s-au angajat să ofere sprijin concret și substanțial acestor eforturi, într-un spirit de responsabilitate comună, printr-un parteneriat global reînnoit și consolidat. S-a remarcat că țările cel mai puțin dezvoltate înregistrează cea mai rapidă creștere a populației din lume, cu o rată anuală de 2,3% și se estimează că multe dintre acestea își vor dubla populația între 2019 și 2050. Doar în perioada 2020-2030, populația țărilor cel mai puțin dezvoltate urmează să crească cu 256 de milioane de oameni, atingând astfel 1,3 miliarde de persoane în 2030.

## Comerț

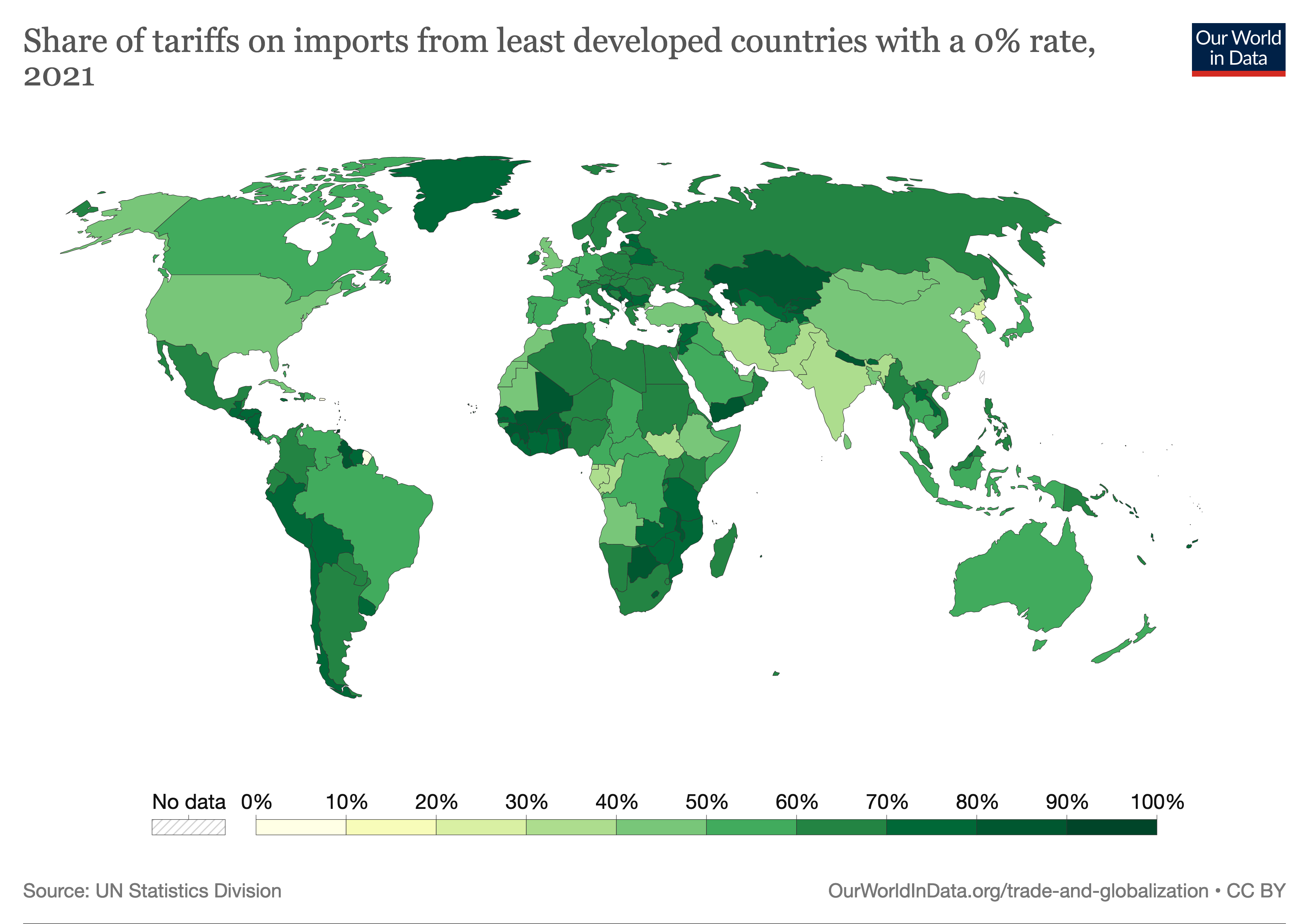
Harta globală privind ponderea tarifelor la importurile din țările cel mai puțin dezvoltate cu o rată de 0%

Membrii Organizației Mondiale a Comerțului s-au concentrat în îmbunătățirea stării țărilor cel mai puțin dezvoltate în cadrul sistemului comercial multilateral, atât în ceea ce privește accesul pe piață, cât și asistența tehnică. Măsurile luate în cadrul OMC pot ajuta aceste țări să-și crească exporturile către alți membri ai OMC și să atragă investiții. S-au înregistrat îmbunătățiri semnificative ale oportunităților de acces pe piață pentru țările cel mai puțin dezvoltate. Numeroși membri OMC au promis îmbunătățiri ale accesului pe piață și au fost de acord să renunțe la toate barierele și să ofere tratament „fără taxe și cote vamale” tuturor exporturilor din țările cele mai puțin dezvoltate.
De asemenea, legăturile dintre reglementările comerciale globale și creșterea economică a țărilor în curs de dezvoltare, în special a celor cel mai puțin dezvoltate, au fost în atenția Organizației Națiunilor Unite. Adoptat în 2015, ca parte a Agendei 2030 pentru Dezvoltare Durabilă, Obiectivul de Dezvoltare Durabilă 10 al ONU prevede „punerea în aplicare a principiului tratamentului special și diferențiat pentru țările în curs de dezvoltare, în special pentru țările cel mai puțin dezvoltate, în conformitate cu acordurile Organizației Mondiale a Comerțului”. Astfel, indicatorul 10.a.1 reprezintă „ponderea taxelor vamale zero aplicate importurilor din țările cel mai puțin dezvoltate și țările în curs de dezvoltare”. De asemenea, Obiectivul de Dezvoltare Durabilă 14 al ONU prevede „până în 2030, creșterea beneficiilor economice pentru micile state insulare în curs de dezvoltare și pentru țările cel mai puțin dezvoltate din utilizarea durabilă a resurselor marine, inclusiv prin gestionarea durabilă a pescuitului, acvaculturii și turismului”
În octombrie 2023, dintre cele 46 de țări cel mai puțin dezvoltate, 16 se aflau în diferite etape ale procesului de promovare. Dintre acestea, zece erau membre ale Organizației Mondiale a Comerțului (Angola, Bangladesh, Cambodgia, Djibouti, Laos, Myanmar, Nepal, Senegal, Insulele Solomon și Zambia), iar patru erau în curs de negociere a condițiilor de intrare în OMC (Bhutan, Comore, Sao Tome și Principe și Timorul de Est). Celelalte două țări aflate pe calea promovării din categorie erau Kiribati și Tuvalu. Programul de acțiune de la Doha pentru țările cel mai puțin dezvoltate solicită ca încă 15 țări cel mai puțin dezvoltate să îndeplinească criteriile de promovare până la sfârșitul deceniului.

## Lista țărilor cel mai puțin dezvoltate
În august 2023, 46 de țări făceau parte din categoria „țară cel mai puțin dezvoltate”, în timp ce 6 au fost promovate din această categorie între 1994 și 2020. Dintre cele 46, 33 erau state din Africa, 9 din Asia, 3 din Oceania și 1 din Caraibe:
| - Afganistan (1971) - Angola (1994) - Bangladesh (1975) - Benin (1971) - Burkina Faso (1971) - Burundi (1971) - Cambodgia (1991) - Republica Centrafricană (1975) - Ciad (1971) - Comore (1977) - RD Congo (1991) - Djibouti (1982) - Eritreea (1994) - Etiopia (1971) - Gambia (1975) - Guineea (1971) - Guineea-Bissau (1981) - Haiti (1971) - Kiribati (1986) - Laos (1971) - Lesotho (1971) - Liberia (1990) | - Madagascar (1991) - Malawi (1971) - Mali (1971) - Mauritania (1986) - Mozambic (1988) - Myanmar (1987) - Nepal (1971) - Niger (1971) - Rwanda (1971) - Senegal (2000) - Sierra Leone (1982) - Insulele Solomon[4] (1991) - Somalia (1971) - Sudanul de Sud (2012) - Sudan (1971) - Tanzania (1971) - Timorul de Est (2003) - Togo (1982) - Tuvalu (1986) - Uganda (1971) - Yemen (1971) - Zambia (1991) |

Note:

1. 1 2 3 4 5 6 7 8 9 10 11 12 13  Stat fără ieșire la mare
2. ↑  Stat insular

1. ↑  Rezoluția A/RES/70/253 a Adunării Generale ONU, adoptată la 12 februarie 2016, a decis că Angola va fi promovată după cinci ani de la adoptarea rezoluției, iar rezoluția A/RES/75/259 a Adunării Generale ONU, adoptată la 11 februarie 2021, a decis că Angolei i se va acorda o prelungire cu trei ani a perioadei pregătitoare și va fi promovată pe 12 februarie 2024
2. 1 2 3  Rezoluția A/RES/76/8 a Adunării Generale ONU, adoptată la 24 noiembrie 2021, a decis că Bangladesh, Laos și Nepal vor fi promovate după cinci ani de la adoptarea rezoluției, adică la 24 noiembrie 2026
3. ↑  Rezoluția A/RES/73/133 a Adunării Generale ONU, adoptată la 13 decembrie 2018, a decis că Insulele Solomon vor fi promovate după șase ani de la adoptarea rezoluției, iar rezoluția A/RES/77/323 a Adunării Generale ONU, adoptată la 25 august 2023, a decis că Insulelor Solomon li se va acorda o prelungire de trei ani a perioadei pregătitoare și vor fi promovate pe 13 decembrie 2027

### Țări promovate din categorie
Până în 2025, șase țări au fost promovate din categoria „țări cel mai puțin dezvoltate”: 
| - Botswana (1994) - Capul Verde (2007) - Maldive (2011) | - Samoa (2014) - Guineea Ecuatorială (2017) - Vanuatu (2020) - Bhutan (2023) - São Tomé și Príncipe (2024) |